# Claude Sauvageot
 (janvier 2014).
Pour les articles homonymes, voir Sauvageot.
Claude Sauvageot (Paris 13e, 29 avril 1935 - Villejuif, 9 juin 2010) est un photographe, journaliste-reporter et cinéaste français. Il a été correspondant de guerre au Congo, au Vietnam et au Cambodge.
Attiré par l'Asie en général, puis plus particulièrement par l'Inde et la Chine, il fut l'un des premiers journalistes occidentaux à pouvoir se rendre à Pékin durant la révolution culturelle.
Il a collaboré à de nombreux journaux et magazines internationaux : Life, Die Welt, Stern, Européo, Le Figaro, VSD, Paris-Match, Notre Temps, Pèlerin Magazine, Bild am Sonntag, New Internationalist... et des organismes tels que le Comité catholique contre la faim et pour le développement en France (CCFD), OXFAM, UNICEF...

## Biographie
(janvier 2012).

### Début de carrière et premiers voyages
Très jeune, Claude Sauvageot a eu l'envie de parcourir le monde avec l'idée de rapporter à son pays natal les impressions qu'il avait pu avoir et ainsi de pouvoir partager les cultures des autres pays qui nous étaient encore alors inconnues...[Interprétation personnelle ?]
Avant ses 18 ans, il quittait la maison pour commencer son premier voyage qui ne fût que le commencement d'une longue série de déplacements à travers le monde et ce jusqu'à la fin de sa vie. Tous les moyens pour y parvenir étaient bons : partir en cyvlomoteur, faire du stop, partir en voiture, en avion ou encore en bateau...[Interprétation personnelle ?]
Lorsqu'il n'était encore qu'un enfant, il aimait se risquer à mettre en place ce rêve. La photographie le passionnait.[Interprétation personnelle ?]
- 1953 : abandonne ses études pour se lancer dans le journalisme free lance. Séjour de six mois au Maroc. Visite en stop la Scandinavie, l'Irlande, l'Allemagne, l'Italie. Publie ses premiers reportages.
- 1955 : Visite la Grèce, la Turquie, la Syrie, le Liban, l'Irak, la Jordanie et le Pakistan. Devient correspondant de plusieurs quotidiens du Moyen-Orient.
- 1956 : Premier voyage en Inde où il séjourne pendant un an. Est un des rares étrangers à assister au couronnement du roi du Népal.
- 1957 : Suit des cours d'ethnologie au musée de l'Homme en auditeur libre. Premier reportage photographique en Afrique occidentale : Sénégal, Guinée, Haute-Volta, Mali.

### Écrivain et reporter
- 1959 : Reportage en Europe centrale et publication de son premier livre Pologne avec Dominique Seine (Éditions Ides et Calandes à Neuchâtel).
- 1960 : Série de reportages en Tchécoslovaquie, Yougoslavie et Allemagne de l'Est.
- 1961 : Long séjour en Inde et en Himalaya. Ses notes de voyage sont publiées dans différents magazines d'audience internationale. Reportage en exclusivité mondiale sur l'expédition spéléologique Hors du Temps de Michel Siffre, resté deux mois sous terre dans le massif du Marguares à la frontière franco-italienne (Paris-Match, Life, L'Europeo, Der Spiegel, Le Figaro, Daily Mail, Die Welt…).
- 1964-1965 : séjour de six mois en Afrique équatoriale pour le compte du ministère de la Coopération. Reportage pour le magazine Look sur un jeune couple habitant avec une famille de gorilles dans la forêt équatorial du Gabon. 
Rencontre avec le docteur Albert Schweitzer.
Correspondant de guerre au Congo-Kinshasa où il assiste à la prise de Stanleyville par les mercenaires de l'armée nationale congolaise.
Accompagne le Président Moïse Tshombe lors de sa tentative d'intrusion en Égypte pour assister à la conférence de l'Organisation de l'unité africaine.
- 1966 : Reportage au Dahomey pour le compte du ministère de la Coopération.
- 1966/68 : En Inde, dirige en collaboration avec Mireille Ballero, linguiste, une mission d'information pour différents organismes de développement et de coopération (CCFD, CIMADE…).
- 1968 : Reçoit le prix Niepce, national et international.
- 1969-1970 : Collabore comme journaliste aux émissions télévisées produites par Igor Barrère, Pierre Dumayet et Pierre Desgraupes sur Le couple au vingtième siècle et Être juif au vingtième siècle : Mariages d'enfants en Indonésie et la Pâques juive à Cochin en Inde du Sud.
- 1970 : Correspondant de guerre au Cambodge, Viêt Nam et Laos. Collaboration avec l'agence Gamma à Paris et avec Antenne 2. 
Exposition photographique à Paris : Le dernier sourire d'Asie.
- 1971 : Nouveau séjour en Inde. Campagne contre la faim dans le monde à la demande de différents organismes de coopération. Parution de l'ouvrage Un autre monde publié chez Denoël.
- 1971 à 1972 : Il séjourne en Inde.
- 1973 : Voyage en république populaire de Chine. 
Parution du livre Je reviens de Chine chez Albin Michel. Épuisé en 4 semaines. 
Collabore à titre régulier en tant que grand reporter au mensuel Partir d'avril 1973 à juillet 1974. 
Envoyé spécial au Brésil, au Japon, en Éthiopie, au Sri Lanka…
- 1974 : Reportages sur la sécheresse au Sahel et en Éthiopie pour le compte du comité catholique contre la faim et pour le développement.
Expositions photographiques itinérantes sur « l'autre monde » à Nancy, Mulhouse, Metz, Lyon, Nantes, Saint-Étienne, Bruxelles, Stuttgart et Paris.
- 1975 : Troisième exposition (Sahel) à la FNAC.
Parution de l'ouvrage Inde publié chez Albin Michel en collaboration avec Mireille Ballero. 18 000 exemplaires épuisés dans l'année.
- 1976 : Crée et cogère la direction du magazine Ailleurs[2].
- 1977 : Premier long métrage : Michel Carayon et la chirurgie à mains nues, en collaboration avec Marie-Ange Donzé et Michel Dieuzaide.

### Fin de vie
Le 30 août 2006, Marie-Ange Donzé-Sauvageot, sa femme, meurt des suites de l'accident de voiture qu'elle a eu avec leur fils quelques jours auparavant, tandis que leur fille, qui était elle aussi présente, est soignée à l'hôpital d'Auxerre avant d'être transférée à Garches en région parisienne.
En mars 2007, trois semaines après son retour d'Inde (Bénarès), il sombre dans le coma durant plusieurs semaines. Il arrive cependant à retrouver toutes ses facultés et planifie un nouveau voyage en Inde pour la fin de l'année.
Son voyage est annulé car Claude Sauvageot apprend fin octobre 2008 qu'il est atteint du cancer du poumon et décide de suivre un traitement expérimental. Il doit rester en France. Les premières analyses sont concluantes, mais le traitement est très lourd. Son état de santé s'améliore grandement… Mais un deuxième coup dur vient le frapper début octobre 2009 où on lui annonce qu'il est atteint du cancer du pancréas. Il n'est pas opérable et on ne peut pas lui faire de radiation donc il suit une chimiothérapie normale. Ce cancer qui n'avait pas été décelé auparavant était présent depuis près de sept ans dans son organisme. Il reste à l'hôpital du Kremlin-Bicêtre pendant trois semaines avant de pouvoir rentrer chez lui tout en continuant ses séances de chimiothérapie plusieurs fois par semaine.
À la mi-décembre 2009, il fait une rechute et doit retourner à l'hôpital. Il en sortira mi-janvier 2010. Ce n'est que vers début mai que Claude Sauvageot retourne définitivement à l'hôpital (Kremlin-Bicêtre, Paul-Brousse...) où il affrontera des moments difficiles de solitude mais aussi de souffrance à la suite de la progression du cancer du pancréas, d'un AVC inattendu et d'une occlusion intestinale...
Le 9 juin 2010, Claude Sauvageot meurt à l'hôpital Paul-Brousse, dans le service des soins palliatifs. Il est enterré dans son village d'adoption, Étourvy (Aube) à 40 km de Troyes.

## Prix et récompenses
- 1968 : Prix Niépce[3].

## Filmographie
Claude Sauvageot a réalisé une trentaine de documentaires tournés essentiellement dans les pays en voie de développement.
Il a réalisé, notamment avec Christopher Sheppard, en co-production avec Chanel 4 et la BBC, une série de films sur les femmes africaines au Kenya, au Zimbabwe et au Burkina Faso With these Hands qui obtiendra le Grand Prix des Productions Indépendantes au Festival de Birmingham. Cette série, diffusée par seize télévisions étrangères, a également été sélectionnée au Festival International de Moscou.
- L'Enjeu cambodgien, négatif couleur, 1982, en collaboration avec Marie-Ange Donzé. 
 Ce film fut parmi les premiers reportages tournés au Cambodge après la défaite des Khmers Rouges. Diffusé sur FR3 dans le cadre des émissions du Nouveau Vendredi le 7 janvier 1983, suivi d'un débat avec la participation de M. Bottazi, président du CCFD et de M. Henriet, responsable de la CIMADE Protestante.
- Avoir 16 ans au pays de l'Apartheid (Version anglaise : Girls Apart), 61 min 16 s, négatif couleur, 1987, en coréalisation avec Christopher Sheppard. Producteur délégué Marie-Ange Donzé.

Film tourné clandestinement à Johannesbourg et à Soweto : deux jeunes lycéennes, l'une noire, Sylvia, l'autre blanche, Sisca, racontent à leur manière leur vision de l'apartheid vécu au quotidien. Premier prix du festival du reportage de Moscou. Primé au festival de Birmingham, au festival du réel au Centre Beaubourg, au Port et à Saint-Denis à l'île de la Réunion. Présenté sur l'île de Gorée dans le cadre de la campagne en faveur des « droits de l'enfant » organisée par Médecins du Monde en présence de nombreuses personnalités. Ce documentaire a été sélectionné au Festival Réel dans le cadre du Panorama du Film Français et a été primé au Festival de Chicago et à San Francisco. Il a également été présenté au Festival International de l'Enfance à Moscou en mars 1989 et a obtenu le Premier Prix du Festival de Royan la même année. Il a été traduit et diffusé dans une trentaine de pays : États-Unis (Bravo, California, Newsreel), Canada, Grande-Bretagne (BBC 2), Australie (ABC), URSS, Suisse, Japon, Autriche (ORF), Pays Scandinaves, Afrique…
- de 1990 à 1995, il réalise une série de reportages dans différents pays destinés à être diffusés sur les chaînes de TV (notamment des reportages réalisés en Somalie, à La Réunion, en Inde, au Vietnam et au Cambodge, en Chine...)
- Terre d'avenir, forum international du développement, Beta SP 27 min, juillet 1992 en coréalisation avec Marie-Ange Donzé, production CCFD.
- Les Balkans crucifiés : l'Église de Bulgarie dans la tourmente. Beta SP 56 min, 2002 en coréalisation avec Marie-Ange Donzé. Version bulgare 2003 ((bg) voir en ligne sur YouTube)
- Images de Bulgarie, Beta SP, 31 min 30 s, en coréalisation avec Marie-Ange Donzé, production Images d'Ici et d'Ailleurs.
- R.T.U. Reaching the Unreached, DVD, en coréalisation avec Claude-Yves Mazerand et Elise Sauvageot. Version anglaise et version française. 2006-2007.

## Expositions
- Bibliothèque nationale de France
- Château d'eau de Toulouse[4]
- Exposition d'une quinzaine de ses photographies noir et blanc, toutes des portraits, en l'honneur de la journée de la femme le 8 mars 2002 dans la commune de l'Hay les Roses[réf. nécessaire].
- Exposition de différentes photographies en format 3 m x 1,5 m sur les colonnes de la gare de Châlons-sur-Saône de juillet à septembre 2010[réf. nécessaire].

## Publications
- Pologne, en collaboration avec Dominique Seine, éditions Ides et Calendes, 1966
- Un autre monde, éditions Denoël, 1971
- Je reviens de Chine, éditions Albin Michel, 1973 (premier tirage épuisé en 4 semaines)
- Inde, en collaboration avec Mireille Ballero, préface de Ravi Shankar, éditions Albin Michel, 1974 (18 000 exemplaires épuisés dans l'année)
- Indien, version allemande Artemis Verlag, 1974
- Photographier, éditions Fernand Nathan, 1978
- Enfants du monde, éditions J.A., 1979, préfacé par Henry R. Labuisse, directeur général de l'UNICEF. Préfacé par Père Guy Gilbert et par Georges Hourdin, président directeur de La Vie catholique. Éditions en langue anglaise : Children of the World
- La Chine aujourd'hui, en collaboration avec Marie-Ange Donzé, éditions J.A., 1979. Édition anglaise "China Today", 1979.
- Chine - La terre, l'eau et les hommes, en collaboration avec Han Suyin, éditions J.A., 1980
- Photographer, édition américaine Ziff-Davis Publishing Company, New-York 1980
- Une autre Chine - L'extraordinaire voyage de deux journalistes à travers la Chine d'aujourd'hui, en collaboration avec Marie-Ange Donzé, éditions Albin Michel, 1980
- Gopal et le secret du temple, en collaboration avec Mireille Ballero, éditions Larousse, 1985
- My Village in India - Gopal and the temple's secret, en collaboration avec Mireille Ballero, éditions Mac Donald and Co, 1985
- Strasbourg, la Cathédrale, en collaboration avec Van Den Bossche, éditions Zodiaque, 1997
- Avignon, le palais des Papes, en collaboration avec Dominique Vingtain, éditions Zodiaque, 1998. "Avignon", version italienne, édiations Jaca Book, 1999
- Saint-Denis, dernière demeure des rois de France, en collaboration avec Serge Santos et la participation de Marie-Ange Donzé, éditions Zodiaque : première édition en 1999, seconde édition en 2003
- Bourges, la Cathédrale, en collaboration avec Laurence Brugger et Yves Christe, éditions Zodiaque, 2000
- Reims, la Cathédrale, en collaboration avec Patrick Demouy, éditions Zodiaque, 2000
- Chartres, la Cathédrale, en collaboration avec B Kurmann Schwarz et P Kurmann, éditions Zodiaque, 2001
- Saint Denis, la Basilique, en collaboration avec Elisabeth A.R. Brown, éditions Zodiaque, 2001
- La Cappadoce médiévale, en collaboration avec Catherine Jolivet-Levy, éditions Zodiaque, 2001
- Mystère de Fontenay en collaboration avec Jean-Baptiste Auberger, éditions Zodiaque, 2001
- Laon, la Cathédrale, en collaboration avec Alain St Denis, Martine Plouvier et Cécile Souchon, éditions Zodiaque, 2002
- Sénanque, en collaboration avec Hélène Morin Sauvade et Carsten Fleischhauer, éditions Zodiaque, 2002